# Лапша

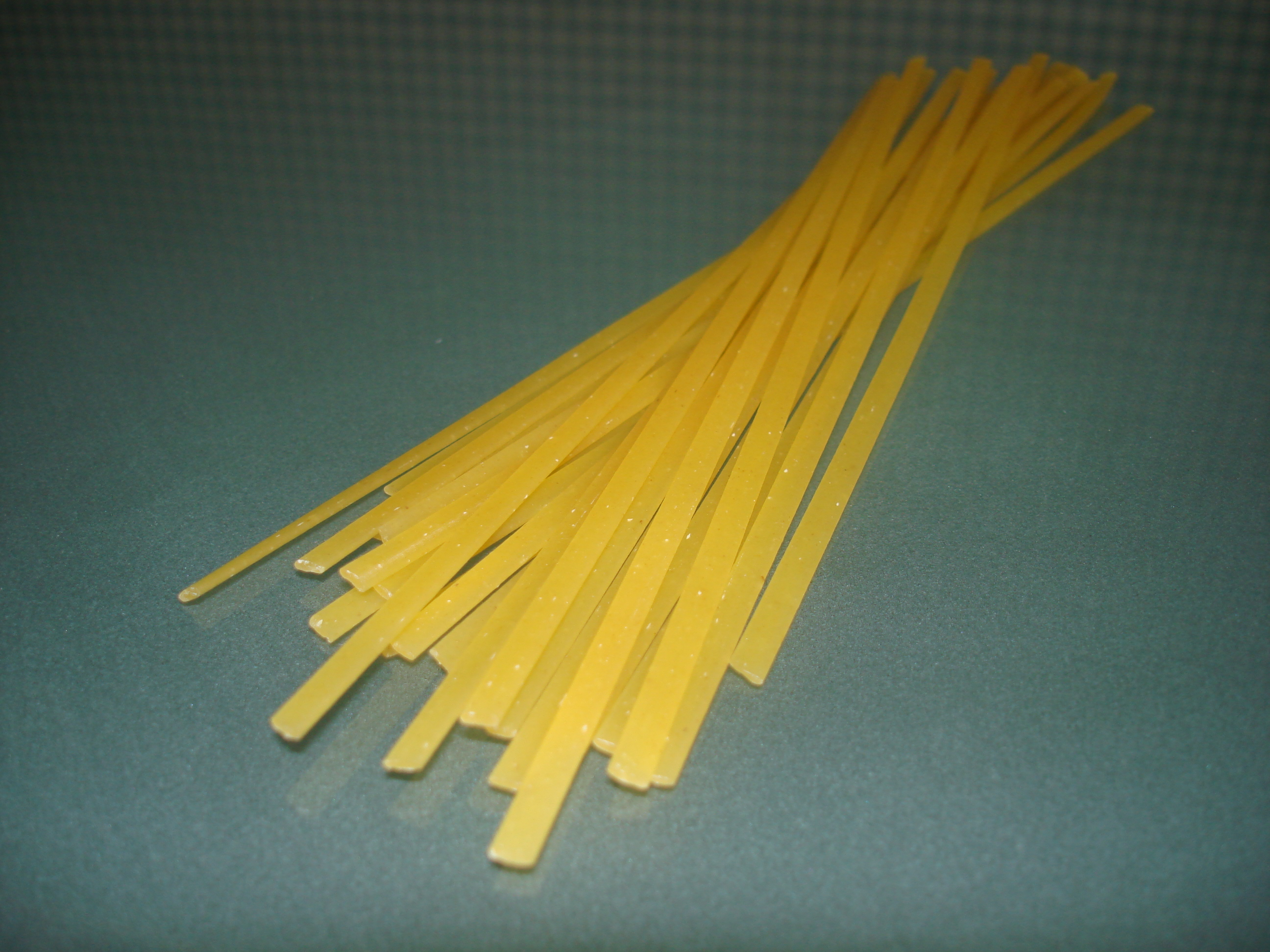
Прямая лапша

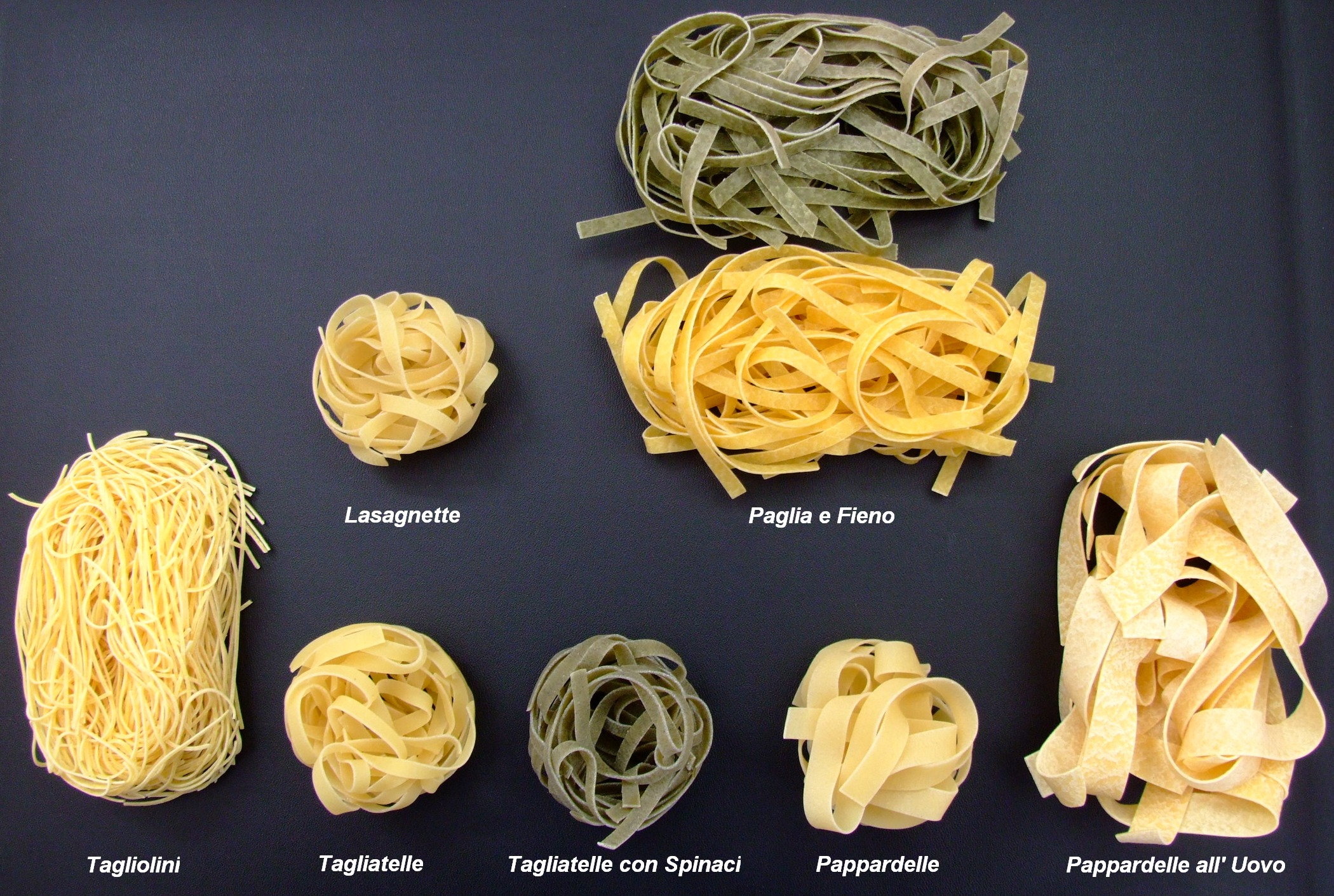
В мотках

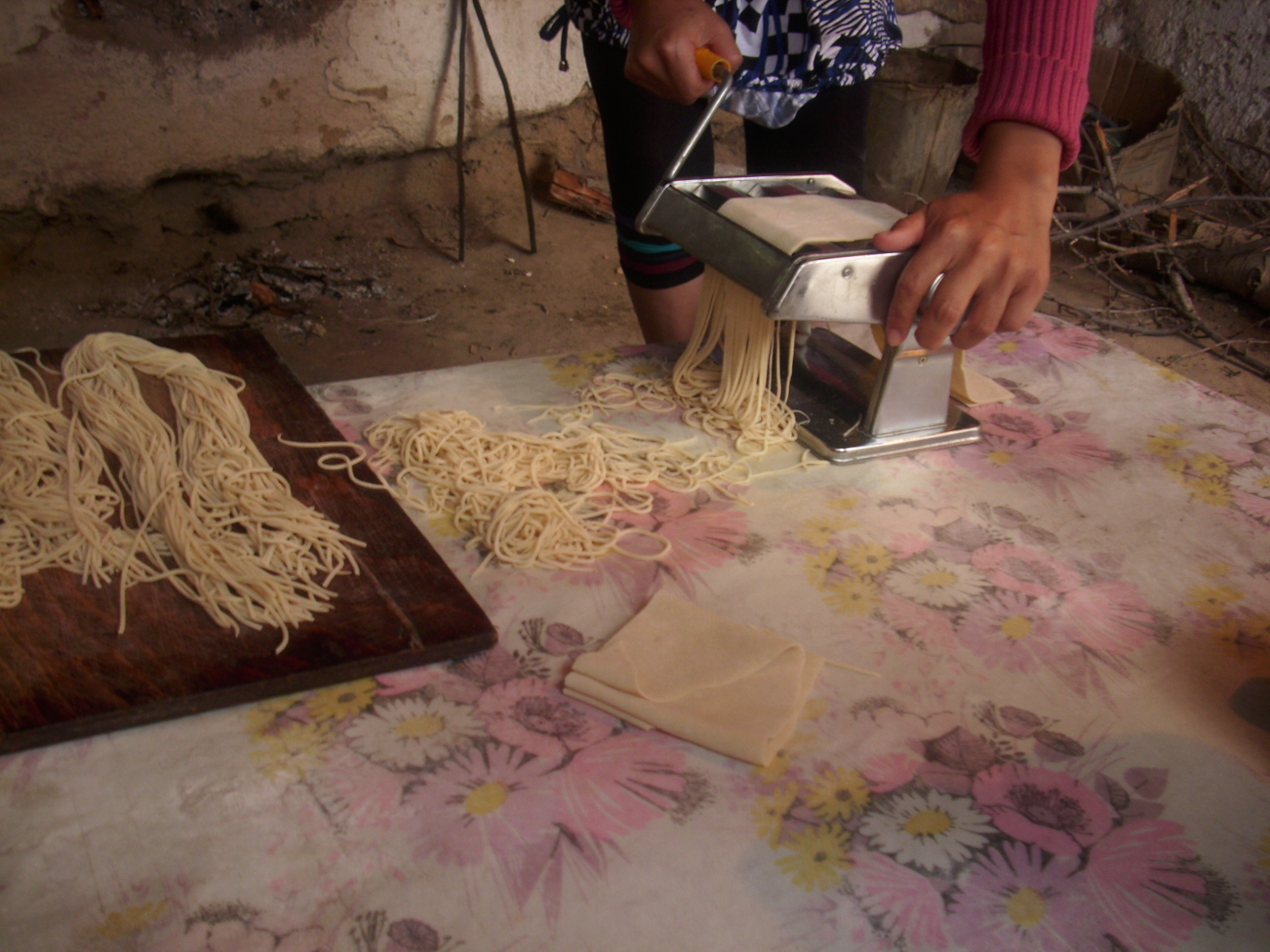
Изготовление домашней лапши с помощью лапшерезки

Лапша́ — макаронное изделие лентообразной формы. Близкие по форме итальянские типы пасты — лингвини и фетучини.
Тесто изготавливается из различных типов муки, замешанной на воде. Некоторые сорта могут содержать различные добавки, например, яйца или яичный порошок («яичная лапша»). Затем тесто раскатывают в пласт и нарезают на полоски, затем отваривают. Также существует лапша из крахмала — фунчоза.
В быту изготавливается путём нарезки (вручную или на лапшерезке) раскатанного теста на узкие полоски. Однако, для, например, лагмана тесто не раскатывается, а вытягивается.
При промышленном производстве лапши используются лапшерезные машины или прессы, сушение производится нагретым до 80—90 °C воздухом.
Готовят лапшу, как правило, путём варки в воде или бульоне. Также в киргизской кухне существует способ приготовления лапши на пару — кургак кесме («сухая лапша»).
Единственная неплоская разновидность, за которой устоялось разговорное название лапша — лапша быстрого приготовления, не требующая варки.
Самая древняя в мире лапша — китайская.
Слово «лапша» заимствовано из татарского и уйгурского языков: lakča — «мелкие кусочки теста, сваренные в бульоне», или из чув. läškä.

## Переносные значения
- Лапша — жаргонное название однопарного телефонного провода вроде ТРП или ТРВ (телефонный распределительный провод).
- Лапша — простак. «Эх ты, лапша!»
- «Вешать лапшу на уши» означает говорить неправду или вводить в заблуждение.[6]